# Dor Yeshorim
Dor Yeshorim (hebr.: "pokolenie prawych", Ps. 112:2;  także Committee for Prevention of Genetic Diseases) – organizacja oferująca przesiewowe badania genetyczne członkom światowej diaspory żydowskiej. Jej celem jest zmniejszenie i wyeliminowanie chorób genetycznych częstych w populacji Żydów, takich jak np. choroba Taya-Sachsa.
Siedziba Dor Yeshorim znajduje się w Brooklynie w Nowym Jorku, ale biura organizacji mieszczą się w Izraelu i wielu krajach na całym świecie. Dor Yeshorim ogłasza możliwość badań w gazetach wydawanych przez lokalne społeczności żydowskie, w ortodoksyjnych szkołach żydowskich i na swojej stronie internetowej.
Zarówno u Żydów Aszkenazyjskich jak i u Żydów Sefardyjskich, stwierdza się zwiększoną częstość określonych chorób genetycznych. Wiele z nich, jak wspomniana choroba Taya-Sachsa, jest dziedziczonych w sposób autosomalny recesywny, co oznacza, że zdrowe osoby mogą być nosicielami zmutowanego genu choroby, a ich potomstwo ma 25% szansę zachorowania i 25% szansę nieodziedziczenia  mutacji. Ortodoksyjni Żydzi nie uznają aborcji; mimo że halacha dopuszcza możliwość diagnostyki przedimplantacyjnej (PGD), jest to zbyt kosztowne i uciążliwe by mogło być stosowane rutynowo. Zaproponowano więc, że poradnictwo genetyczne umożliwiające uniknięcie małżeństw osób będących nosicielami doprowadzi do zmniejszenia zachorowalności na choroby w populacji Żydów i doprowadzi do zmniejszenia częstości zmutowanych alleli w społeczności.

## Choroby objęte programem badań przez Dor Yeshorim
- choroba Taya-Sachsa
- rodzinna dysautonomia
- mukowiscydoza
- choroba Canavan
- choroba Pompego
- niedokrwistość Fanconiego (typ C)
- zespół Blooma
- choroba Niemanna-Picka
- mukolipidoza typu IV
- choroba Gauchera (na życzenie).

Przeczytaj ostrzeżenie dotyczące informacji medycznych i pokrewnych zamieszczonych w Wikipedii.